# Greenwald, Minnesota
Greenwald är en ort i Stearns County i Minnesota. Vid 2010 års folkräkning hade Greenwald 222 invånare.